# Sandra Pires
Sandra Pires Tavares (Rio de Janeiro, 16 giugno 1973) è una giocatrice di beach volley brasiliana.
Ha vinto due medaglie olimpiche nel beach volley: una medaglia d'oro ai Giochi olimpici di Atlanta 1996 e una medaglia di bronzo a Sydney 2000.
Nel primo caso ha partecipato con Jackie Silva, mentre nel secondo caso ha giocato in coppia con Adriana Samuel.
Ha partecipato anche ai Giochi olimpici di Atene 2004.
Inoltre ha vinto i Campionati mondiali nel 1997 a Los Angeles e ha ottenuto anche una medaglia d'argento mondiale nel 2001.